# Theodore Gordon Ellyson

Theodore Gordon Ellyson (um 1915)

Theodore Gordon „Spuds“ Ellyson (* 27. Februar 1885; † 27. Februar 1928) war der erste US-Navy-Offizier, der offiziell als Flugzeugführer ausgebildet wurde.

## Leben
Die U.S.-Navy beorderte Ellyson am 23. Dezember 1910 zum Flugtraining in das Glenn Curtiss Aviation Camp auf North Island, San Diego. Ellyson erreichte im Januar 1911 das Camp. Nach gründlicher Einweisung auf der Curtiss A-1 flog Ellyson erstmals am 31. März. Die A-1 Triad wurde das erste Flugzeug der U.S. Navy und bekam die Bezeichnung U.S. Navy Airplane No.1. Am 1. Juli 1911 wurde die Maschine von Glenn Curtiss mit Ellyson als Passagier vom Lake Keuka aus geflogen. Ellyson flog noch am Abend des Tages die Maschine zweimal alleine.
Am 3. Juli machte Ellyson den ersten Nachtflug der U.S. Navy vom Lake Keuka nach Hammondsport, New York. Curtiss überführte danach die zweite Maschine, die A-2. Am 7. September flog Ellyson von einer provisorischen Startrampe am Lake Keuka. Die erfolgreichen Tests sollten Starts von Flugdecks simulieren. Am 25. Oktober flogen Ellyson und Leutnant J. H. Towers einen Überlandflug von 180 km in 122 Minuten.
Die U.S. Navy experimentierte danach mit Druckluft-Flugzeugkatapults in Annapolis. Der Versuch am 31. Juli 1912 mit Ellyson scheiterte allerdings. Ein Seitenwind drückte die Maschine ins Wasser und Ellyson konnte sich unverletzt schwimmend retten.
Ellyson erhielt für seine Leistungen das Navy Cross und stieg bis in den Rang eines Commander auf. Später wechselte er in die damals neue U-Boot Gattung. Ellyson starb bei einem Flugzeugabsturz über der Chesapeake Bay.